# Spółgłoska półotwarta miękkopodniebienna dźwięczna
Spółgłoska półotwarta miękkopodniebienna – rodzaj dźwięku spółgłoskowego. W systemie IPA oznaczana jest symbolem [ɰ], a w X-SAMPA – [M/]. Dźwięk ten jest niezgłoskotwórczym odpowiednikiem samogłoski [ɯ].

## Artykulacja
- powietrze jest wydychane z płuc – jest to spółgłoska płucna egresywna
- podniebienie miękkie i języczek blokują wejście do nosa – jest to spółgłoska ustna.
- środkowa część języka zbliża się podniebienia miękkiego – jest to spółgłoska miękkopodniebienna
- odległość między językiem a dziąsłami nie jest na tyle mała, by wywołać turbulentny przepływ powietrza – jest to spółgłoska półotwarta.
- powietrze przepływa nad środkową częścią języka – jest to spółgłoska środkowa
- więzadła głosowe drżą – jest to spółgłoska dźwięczna.

### Przykłady
- w języku irlandzkim: naoi [n̪ˠɰiː], "dziewięć"
- w języku koreańskim: 의자 [ɰit͡ɕa], "krzesło"